# Margareta Fransson
Margareta Elisabet Fransson, född 24 februari 1971 i Norrköping (Borg), är en svensk politiker (miljöpartist). Hon var riksdagsledamot (tjänstgörande ersättare) 2021–2022 för Östergötlands läns valkrets.
Fransson kandiderade i riksdagsvalet 2018 och blev ersättare. Hon var tjänstgörande ersättare i riksdagen för Rebecka Le Moine under perioden 19 september 2021–15 maj 2022. I riksdagen var Fransson ledamot i socialutskottet 2022. Hon var även suppleant i bland annat socialutskottet samt extra suppleant i arbetsmarknadsutskottet, miljö- och jordbruksutskottet, skatteutskottet och trafikutskottet.